# Le maître de chapelle
Le maître de chapelle, ou Le souper imprévu (Il maestro di cappella, ossia La cena inattesa) è un'opera in due atti di Ferdinando Paër. Il libretto francese, di Sophie Gay, è tratto da Le souper imprévu, ou Le chanoine de Milan di Alexandre Duval (1796).
La prima rappresentazione ebbe luogo al Théâtre Feydeau dell'Opéra-Comique di Parigi il 29 marzo 1821 con il famoso baritono Jean-Blaise Martin nella parte di Barnabé. Fino al 1900 il lavoro ebbe più di 430 rappresentazioni all'Opéra-Comique, che divennero 494 entro il 1933. Venne rappresentato alla Royal Opera House di Londra il 13 giugno 1845, al Théâtre d'Orléans di New Orleans il 21 novembre 1848, a Sydney nel 1857, al Grand Théâtre de Monte Carlo nel 1879, al Teatro Regio di Torino come Il maestro di cappella nella traduzione di Angelo Zanardini e Pietro Floridia diretta da Arturo Toscanini con Antonio Pini-Corsi nel 1896 ed al Teatro San Carlo di Napoli con Antonio Pini-Corsi nel 1897.
Nel 1909 ebbe la prima a Manhattan per il Metropolitan Opera di New York in italiano con Antonio Pini-Corsi, Alma Gluck ed Angelo Badà arrivando ad otto recite per il Metropolitan fino al 1910 e nel 1911 al Teatro Sangiorgi di Catania.
Le maître de chapelle divenne il lavoro più popolare di Paër, anche se normalmente allestito in una versione abbreviata con il solo primo atto.

## Interpreti della prima rappresentazione
| Personaggio | Interprete                              |
| ----------- | --------------------------------------- |
| Barnabé     | Jean-Blaise Martin                      |
| Benetto     | Louis Féréol                            |
| Coelénie    | Antoinette-Eugénie Rigaut               |
| Gertrude    | Marie-Julie Halligner ('Mme Boulanger') |

## Trama
L'azione si svolge nel 1797, nei pressi di Milano. Il maestro di cappella Barnabé ha composto un'opera intitolata Cléopâtre che spera di far rappresentare in città. Organizza una cena nella sua abitazione, con cui vorrebbe festeggiare il fidanzamento tra la sua allieva Coelénie e suo nipote Benetto, e durante i preparativi prova alcune parti del lavoro con la cuoca Gertrude. La festa viene rovinata dall'irruzione di due ussari: Barnabé vorrebbe farli arrestare, ma i due invasori minacciano di dare alle fiamme Cléopâtre, e Barnabé non può che assistere all'unione tra Coelénie e l'ussaro Firmin (di cui la ragazza era segretamente innamorata) e tra la cuoca e l'altro ussaro Sans-Quartier.
La versione ridotta dell'opera conserva solo i tre numeri del primo atto e vengono eliminati i personaggi di Coelénie, Firmin e Sans-Quartier. In questo caso l'opera si limita a rappresentare le speranze di Barnabé per la riuscita della Cléopâtre, i suoi timori che gli ussari invasori gli possano rubare lo spartito e il tentativo di duettare con Gertrude per provare una parte dell'opera.

## Struttura dell'opera
- Ouverture

### Atto I
- Terzetto: Paix! Chut! Entendez-vous ce bruit? (Barnabé, Gertrude, Benetto)
- Aria: Ah! quel plaisir de pressentir sa gloire (Barnabé)
- Duetto: Comment voulez-vous que je chante?

### Atto II
- Terzetto: Oh ciel! quel temps affreux!
- Quartetto: Des brigands, que dis-tu
- Aria: Non, je n'en fais pas mystere (Coelénie)
- Quintetto: Oh ciel, puis-je vous croire?
- Aria: La jeune Ermance, dans Férare (Benetto)
- Finale

## Discografia
- 1970 - Jean-Christophe Benoît (Barnabé), Michel Sénéchal (Benetto), Pierre Pégaud (Firmin), Yves Bisson (Sans Quartier), Mady Mesplé (Coelénie), Isabel Garcisanz (Gertrude) - Direttore: Jean-Paul Kreder - ORTF Chamber Orchestra - LP: Inedits ORTF - 995 004